# Alex Vangronsveld
Alex Vangronsveld (Luik, 8 november 1949) is een voormalig Belgisch volksvertegenwoordiger.

## Levensloop
Vangronsveld werd licentiaat in de rechten en in het notariaat. Hij is de zoon van senator Frans Vangronsveld. Beroepshalve werd hij docent aan de Provinciale Hogeschool van Hasselt en werkte hij bij Toerisme Limburg.
Namens de toenmalige CVP werd Vangronsveld in 1977 verkozen tot gemeenteraadslid van Lanaken, wat hij bleef tot in 2017. Van 1977 tot 1982 was hij er schepen en van 1983 tot 1995 en van 2001 tot 2006 burgemeester.
Van 1985 tot 1987 zetelde hij voor het arrondissement Tongeren-Maaseik in de Kamer van volksvertegenwoordigers. In de periode december 1985-december 1987 had hij als gevolg van het toen bestaande dubbelmandaat ook zitting in de Vlaamse Raad. De Vlaamse Raad was vanaf 21 oktober 1980 de opvolger van de Cultuurraad voor de Nederlandse Cultuurgemeenschap, die op 7 december 1971 werd geïnstalleerd, en was de voorloper van het huidige Vlaams Parlement.In zijn jonge jaren was hij ook voetballer bij Rapid Spouwen van 1967 tot 1974 en speelde er 108 wedstrijden en scoorde 10 doelpunten.